# Borsa di Hanoi
La Borsa di Hanoi (HNX), nota tra il 2005 ed il 2009 come Hanoi Securities Trading Center (e in forma abbreviata Hanoi STC) è la borsa valori della città di Hanoi, la capitale del Vietnam.

## Storia
Il 10 luglio 1998 il primo ministro vietnamita Phan Văn Khải firmò un decreto riguardante il mercato azionario e obbligazionario preannunciando l'apertura di due borse valori ad Hanoi e a Ho Chi Minh. La borsa di Hanoi venne aperta ufficialmente sette anni dopo, nel mese di marzo 2005.
Alla fine del 2006 la sua capitalizzazione, combinata a quella della Borsa di Ho Chi Minh, raggiungeva 14 miliardi di dollari statunitensi, cifra pari al 22,7% del prodotto interno lordo vietnamita.
La Borsa di Hanoi ha tuttavia una taglia inferiore rispetto a quella di Ho Chi Minh in termini di valore medio di mercato delle sue azioni. Inoltre, a differenza di quanto avvenga per quest'ultima, le imprese quotate alla Borsa di Hanoi sono essenzialmente di piccole e medie dimensioni.